# Corredor Andes-Amazônia-Atlântico
Corredor Andes-Amazônia-Atlântico, também conhecido como Triplo A ou, simplesmente AAA, é uma proposta de criação de um corredor ecológico, ideia creditada ao colombiano Martín von Hildebrand, fundador da  Fundação Gaia Amazonas, com sede em Bogotá, na Colômbia, com o objetivo de “proteger o contínuo da maior floresta do mundo no mais importante ecossistema do mundo e combater o maior problema do mundo - as mudanças climáticas”.
A proposta é que o Corredor Ecológico de 135 milhões de hectares abranja os Andes, incluindo o norte do Rio Marañón, no Peru, passando por toda a Amazônia equatoriana, colombiana, o estado do Amazonas na Venezuela, à porção amazônica da Guiana, Guiana Francesa e Suriname. Todos estes comporiam o mosaico que uniria áreas protegidas e terras indígenas.
O Triplo A ganhou destaque após a vitória de de Jair Bolsonaro nas eleições presidenciais de 2018, pois ele ameaçou retirar o Brasil do Acordo de Paris por não concordar com a proposta deste corredor. Segundo ele: "Está em jogo o Triplo A nesse acordo. O que é o Triplo A? É uma grande faixa que pega dos Andes, Amazônia e Atlântico, 136 milhões de hectares, ali, então, ao longo da calha dos rios Solimões e Amazonas, e que poderá fazer com que percamos a nossa soberania nessa área". Porém não há, no texto do Acordo do Clima de Paris, sequer uma linha que trate do Triplo A.